# Хетлинген
Хетлинген (њем. Hetlingen) општина је у њемачкој савезној држави Шлезвиг-Холштајн. Једно је од 49 општинских средишта округа Пинеберг. Према процјени из 2010. у општини је живјело 1.326 становника. Посједује регионалну шифру (AGS) 1056027.

## Географски и демографски подаци
Хетлинген се налази у савезној држави Шлезвиг-Холштајн у округу Пинеберг. Општина се налази на надморској висини од 3 метра. Површина општине износи 24,1 km². У самом мјесту је, према процјени из 2010. године, живјело 1.326 становника. Просјечна густина становништва износи 55 становника/km².